# Francis Preston Venable

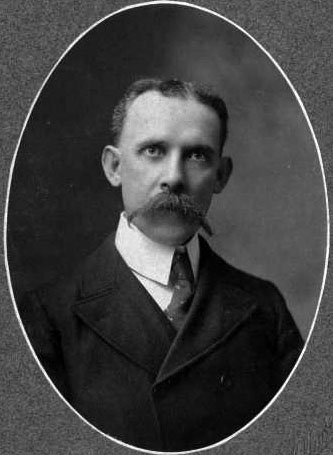
Francis Preston Venable

Francis Preston Venable (* 17. November 1856 in Farmville (Virginia); † 17. März 1934 in Chapel Hill, North Carolina) war ein US-amerikanischer Chemiker.
Der Sohn des Mathematikprofessors (und ehemaligen Stabsoffiziers von Robert E. Lee) Charles Scott Venable (1827–1900) studierte ab 1874 an der University of Virginia in Charlottesville, war kurz Lehrer in New Orleans und setzte das Chemiestudium ab 1879 in Bonn und 1881 in Göttingen fort, wo er 1881 promoviert wurde. Danach war er Professor an der University of North Carolina in Chapel Hill. 1930 wurde er emeritiert. Von 1900 bis 1914 ließ er die Professur ruhen, als er Universitätspräsident war.
Er befasste sich mit der Chemie des Zirkoniums, Vorgängen bei der Hydrolyse anorganischer Verbindungen und zuletzt mit radioaktiven Substanzen. Er hielt auch Vorlesungen über Chemiegeschichte. Er spielte eine Rolle in der Entdeckung der industriellen Verwendung von Acetylen. Dieses war bei den Versuchen von Thomas Willson und des Industriellen James Turner Morehead zur Aluminiumherstellung mit Lichtbogen entstanden (in Form von dessen Calziumsalz Calciumcarbid). Die beiden zogen zur Analyse Venable hinzu, der erkannte, dass eine schon von Friedrich Wöhler 1862 beschriebene Reaktion vorlag.
Er war Fellow der Chemical Society of London und der American Association for the Advancement of Science. 1905 wurde er Präsident der American Chemical Society.
Zu seinen Studenten zählte John Motley Morehead III, der Gründer von Union Carbide.

## Schriften
- A Course in Qualitative Chemical Analysis. 1883
- A short history of chemistry. 1894
- The development of the periodic law. 1896
- mit Howe: Inorganic Chemistry. According to the Periodic Law. 1898
- Study of the Atom. 1904
- A brief account of radio-activity. 1917
- Zirconium and its Compounds. 1922